# Knock Me Down
"Knock Me Down" é uma canção da banda americana Red Hot Chili Peppers, ela foi lançada no ano de 1989 como single do álbum Mother's Milk. A canção foi escrita em homenagem a Hillel Slovak, que foi o primeiro guitarrista da banda, que faleceu devido a uma overdose de heroína, no dia 25 de junho de 1988. 
Knock Me Down além de estar no álbum Mother's Milk, também está na coletânea What Hits!?, do ano 1992. Anthony Kiedis e John Frusciante cantam toda a canção simultaneamente, mas ela foi mixada para que a voz de John ficasse mais forte que a de Anthony. 
A versão original, mais longa que a do single e do álbum, faz parte das faixas bônus da versão remasterizada de 2003 do álbum Mother's Milk. O videoclipe traz o ator Alex Winter, e foi dirigido por Drew Carolan, que também dirigiu o vídeo para "Higher Ground".

## Faixas
CD single (1989)
1. "Knock Me Down" – 3:44
2. "Millionaires Against Hunger" (previamente não lançada) – 3:28
3. "Fire" – 2:03

CD version 2 e 12" single (1989)
1. "Knock Me Down" – 3:44
2. "Punk Rock Classic" – 1:47
3. "Magic Johnson" – 2:57
4. "Special Secret Song Inside" – 3:16

7" single (1989)
1. "Knock Me Down" – 3:44
2. "Punk Rock Classic" – 1:47
3. "Pretty Little Ditty" – 1:37

7" version 2 (1989)
1. "Knock Me Down" – 3:44
2. "Punk Rock Classic" – 1:47
3. "Pretty Little Ditty" – 1:37

7" version 3 (1989)
1. "Knock Me Down" – 3:44
2. "Show Me Your Soul" (previamente não lançada) – 4:22

7" version 4 (1989)
1. "Knock Me Down" – 3:44
2. "Punk Rock Classic" – 1:47
3. "Magic Johnson" – 2:57
4. "Special Secret Song Inside" – 3:16

12" single (1989)
1. "Knock Me Down" – 3:44
2. "Millionaires Against Hunger" (previamente não lançada) – 3:28
3. "Fire" – 2:03
4. "Punk Rock Classic" – 1:47